# Paralimnophila (Papuaphila) angusticincta
Paralimnophila (Papuaphila) angusticincta is een tweevleugelige uit de familie steltmuggen (Limoniidae). De soort komt voor in het Australaziatisch gebied.